# Terminal São Miguel
O Terminal São Miguel é um terminal de ônibus urbano localizado na Zona Leste de São Paulo, no distrito da Vila Curuçá, praticamente na divisa com o distrito de São Miguel Paulista. Faz parte da Área 3 - Amarela da SPTrans.
Os planos para sua construção remontam à criação do Sistema Interligado, em 2003, que previa uma nova infraestrutura para o transporte coletivo por pneus da capital, com a implementação de novos terminais e corredores exclusivos para ônibus. Para a Zona Leste, os projetos incluíam a inauguração de três terminais: Itaim Paulista, São Miguel e Vila Mara, que seriam interligados por um corredor que se estenderia do extremo leste da cidade até o bairro da Penha. No entanto, desse plano original, apenas o Terminal São Miguel foi efetivamente construído, sendo inaugurado em 10 de setembro de 2006, durante a gestão do então prefeito Gilberto Kassab.
O terminal foi projetado originalmente para atender até 45 mil passageiros por dia por meio de 15 linhas planejadas de ônibus. Atualmente, no entanto, opera com apenas 4 linhas diurnas e 7 noturnas, atendendo cerca de 2.300 passageiros diariamente. Seu baixo fluxo de usuários se deve principalmente pelo fato de se encontrar a um quilômetro da Estação São Miguel Paulista da CPTM, o que torna o terminal praticamente isolado. De todas as linhas operantes do terminal somente uma liga o mesmo ao centro da cidade: a linha 3301/10 Term. São Miguel-Term. Pq. Dom Pedro II.
Ocupando uma área de cerca de 8.500 m² e com uma demanda baixíssima, o terminal se tornou um exemplo de elefante branco no bairro. Na época, a construção do equipamento custou à Prefeitura de São Paulo quase catorze milhões de reais.

## Galeria

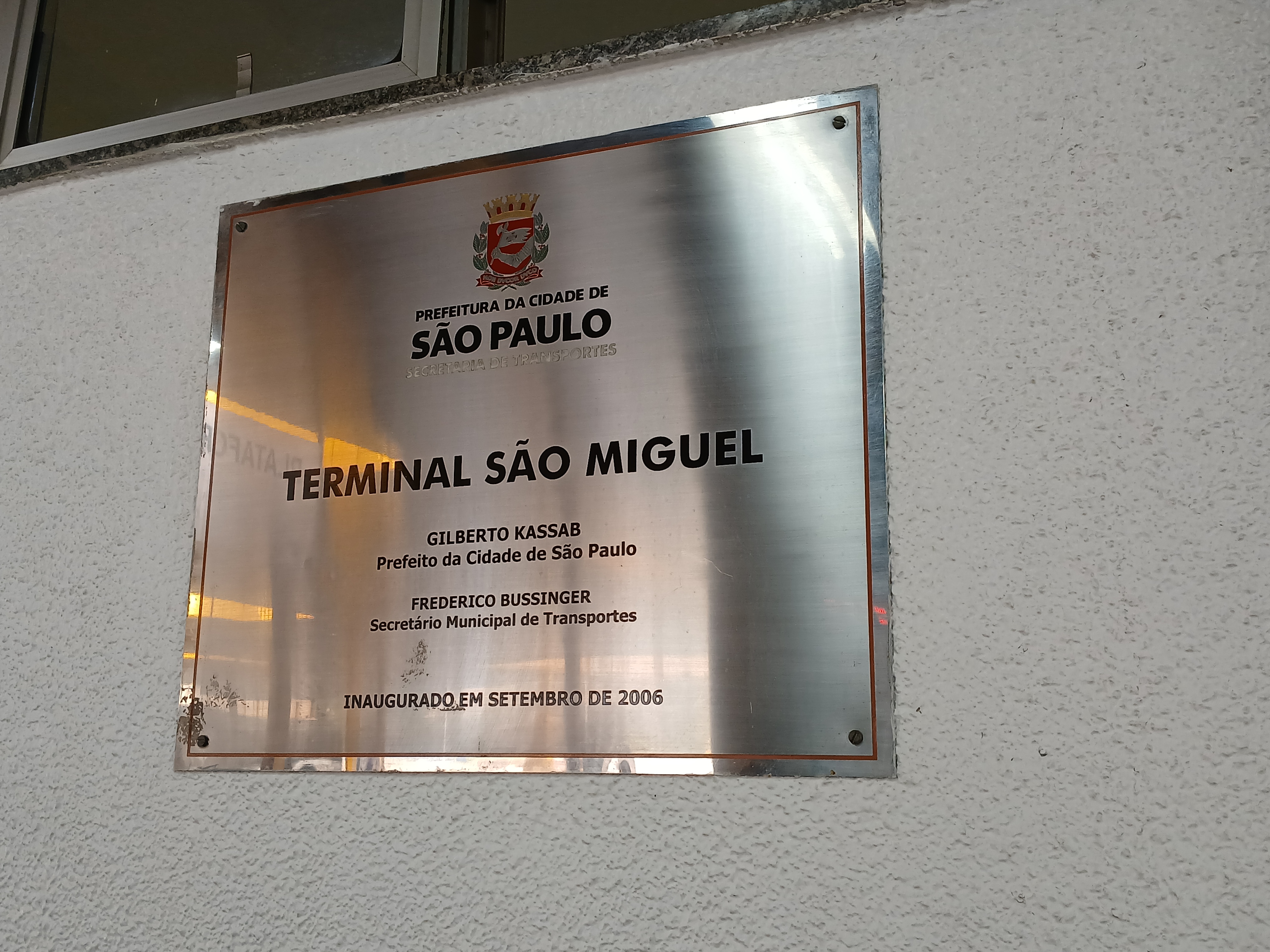
Placa de inauguração original do terminal localizada em frente ao posto de atendimento.